# 十全電影院
十全電影院是台灣高雄市的二輪戲院，於1998年12月開幕。自2019年4月和春影城關閉以後，成為高雄市唯一的二輪戲院。
影城有五間放映廳（A、B、C、D、E），主要以好萊塢電影、獨立製片藝文電影和台灣製片的電影放映為主。每廳占據兩個樓層，分上下觀眾席。放映廳並採用杜比 SRD 環繞音響、超大弧形銀幕、豪華座椅，提供觀眾舒適的觀影環境。 

## 歷史沿革
創辦人曾清水做遠洋漁業起家，在1960年代先後創立左營清水戲院和十全影城。

### 1998－2006[5]
- 1998年12月，十全電影院在耗資數千萬整修後開幕。
- 2001年，十全電影院先後在高雄市區舉辦「生命教育」和「心靈成長」等系列影展。除此之外，十全影城定期舉辦國中小學生的影像教育課程，配合學校單位以電影做為學習媒介，供老師教學使用。時任總經理曾正好推廣電影與人文，總共舉行上百場的電影教育與電影圖書會。
- 2002年7月，影院推動經典名片欣賞會《柳樹之歌（英语：Willow and Wind）》、《永恆的愛》、 《哈利波特》暑期兒童電影欣賞。
- 2002年8月，與高雄市教育局、兒童福利中心合辦「父親節：發現高雄《親親我的家》親子系列特別影展」。並且與高雄市教育局、高雄市優質生活教育推廣協會合辦「《讓愛傳出去》電影欣賞」。
- 2002年9月，與台灣精神醫學會舉辦《美麗境界》的電影欣賞。
- 2002年11月，與內政部兒童局、高雄市社會局、兒童福利中心合辦「2002兒童權益宣導活動」，推出《冰原歷險記》、《一家之鼠二》的電影欣賞。
- 2002年12月，與高雄市無障礙之家合辦《他不笨，他是我爸爸》電影欣賞。
- 2003年1月，與內政部社會司、高雄市教育局、勵馨社會福利基金會合辦「青少年之問題與輔導電影研習會」。同月與高雄市教育局合辦「寒假學生電影經典名片欣賞研習會暨徵文比賽」。
- 2003年2月，與左營國中合辦「學生電影名片欣賞會」。
- 2003年4月，《有你真好》社區電影欣賞會。
- 2003年9月10日，十全冒險休閒事業有限公司設立商業登記，代表人為曾詹娥[4]。
- 2003年11月，與高雄市教育局合辦國小電影展，放映《海底總動員》。又與高雄市衛生局、聯合醫院合辦《天堂赤子心》電影欣賞。與與科學工藝博物館舉辦聯合影展。
- 2004年1月，與高雄縣社會局、婦幼青少年館合辦「社區婦女電影讀書會與研習─《出軌》電影欣賞」。與高雄市教育局、十全國小合辦「寒假電影教學─《我們這一班（德语：Das fliegende Klassenzimmer (2003)）》」。
- 2004年2月，自辦「寒假國民中學學生電影欣賞影展」。
- 2004年4月，與高雄市社會局合辦《十二生肖》電影欣賞。與高雄市衛生局合辦「兒童健康博覽會影展」。
- 2004年5月，與高雄市文化局與電影圖書館合辦「《熊的傳說》、《悲憫上帝的孩子》、《愛是你愛是我》電影研討會」。
- 2004年6月，與左營國中合辦「行動電影院─《我們這一班》」。與高雄市各教會合辦「《受難記》電影欣賞研討會」。
- 2004年7月，與高雄市教育局合辦「93年度暑假電影教學《鵬程千萬里》電穎教學計畫」。
- 2004年9月，與高雄市新聞處合辦「提昇影城觀影人口活動」。
- 2004年12月，與高雄市教育局合辦「電影欣賞與攀岩體驗營」。
- 2005年1月，與前鎮國中合辦「行動電影院─《浴火英雄（英语：Ladder 49）》」。與高雄縣消防局合辦「行動電影院─《浴火英雄》」。與高雄市調色板協會合辦「憨兒歲末歡喜尾牙宴─《鯊魚黑幫》電影欣賞」。
- 2005年3月，與高雄市福東國小、光華國小、福山國中、楠梓特殊教育學校、五權國小合辦「行動電影院─《超人特攻隊》」。與高雄市左營高中、育英護校合辦「性別教育《遇見好男孩》電影教學」。與高雄市教育局合辦「生命影展─《生命》、《二手書之戀（英语：Wilbur Wants to Kill Himself）》、《他不壞他是我爸爸（英语：Hold My Heart）》、《香料共和國》」。
- 2005年4月，《山村猶有讀書聲》電影教育欣賞。與與高雄市社會局合辦「《超人特攻隊》電影欣賞」。
- 2005年5月，《翻滾吧！男孩》電影教育欣賞。
- 2005年6月，《永不遺忘的美麗（英语：Yesterday (2004 film)）》電影教育欣賞。與高雄市三民家商合辦「《生命》電影欣賞研習會」。
- 2005年7月，與高雄市生命線合辦「《永不遺忘的美麗》生命教育與電影欣賞」。《小小攝影師的異想世界》電影教育欣賞。
- 2005年8月，與高雄市社會局、兒童福利中心合辦「《限制級褓母》電影欣賞」。
- 2005年9月，親師敬師系列影展暨行動電影院─《藍蝶飛舞（英语：The Blue Butterfly）》。
- 2005年10月，「第五屆南方影展」。
- 2005年11月，「第一屆亞洲拉子影展」。鄉土文化探尋電影研習─《南方紀事：浮世光影》。與高雄醫學大學運動醫學系合辦「電影之夜─《異底洞（英语：The Cave (film)）》、《赤眼主機》」
- 2005年12月，與高雄市社會局、高雄市教育局、高雄市自閉症協會、高雄市特殊學校合辦「《馬拉松小子》電影欣賞」。
- 2006年3月，《快樂舞年級（英语：Mad Hot Ballroom）》慈善義演活動。與高雄市成功啟智學校合辦「《四眼田雞》慈善義演活動」
- 2006年4月，與高雄市教育局合辦「性別平等教育系列活動─《吉屋出租》電影教師研習」。
- 2006年6月，《冰原歷險記》與《極地長征》電影教育欣賞。與高雄市成功啟智學校合辦「十週年校慶電影欣賞與攀岩體驗營」
- 2006年7月，與內政部、中華民國康護之友聯盟合辦「心靈影展」。與高雄市社會局、高雄市衛生局合辦「《誘惑》與《陽台前的夏天（英语：Summer in Berlin）》女人與健康影展」。與高雄市私立紅十字會育幼中心合辦「《冰原歷險記》慈善義演活動」。
- 2006年10月，與高雄市教育局、國立應用科技大學合辦「《夢想無限》電影欣賞」。
- 2006年11月，「第六屆南方影展」。「《盛夏光年》電影教育欣賞」。與高雄市道明中學慈愛會合辦「社區關懷活動─《佐賀的超級阿嬤》」。與高雄市社會局合辦「自力脫貧家戶志工影展─《佐賀的超級阿嬤》」。
- 2006年12月，與高雄市樹德家商、中正高工、前鎮高中、三信高商合辦「社區校園行動電影院」。「《單車上路》電影教育欣賞」。與高雄市福東國小合辦「行動電影院─《佐賀的超級阿嬤》」。「《巴黎我愛你》電影教育欣賞」。

### 2008－2019
- 2019年4月，十全冒險休閒事業有限公司向高雄市經濟發展局解散公司核准[11]。
- 2019年7月，十全電影城的網站升級[12]。

### 2020年之後
- 2020年6月，由於2019冠狀病毒病臺灣疫情，十全電影城宣布自6月1號暫停營業3個月[13]，8月1號提早營業[14]。
- 2021年5月，影城經營者再度因COVID-19升溫，5月18號宣布暫停營業[15]，防疫降級後8月14號恢復營業[16]。
- 2022年2月，影城經營者第3次因疫情理由，宣布自3月1號起暫停營業。不過由於奧斯卡影城的倒閉效應[17]，而且十全影城作為高雄唯一的二輪電影院，使得中央社記者聲稱客源減少，收入短少，員工將做到月底[18]。

## 影廳格局
十全影城原有四間放映廳（A、B、C、D），主要以好萊塢電影、獨立製片藝文電影和台灣製片的電影放映為主。每廳占據兩個樓層，分上下觀眾席，將近300個位子。放映廳並採用杜比 SRD 環繞音響、超大弧形銀幕、豪華座椅。後擴增為五間放映廳（R廳）。

## 票價
電影票全票為140元，學生票110元。購買優惠卡可打折成90元，一次有看2部電影的優惠（2021年）。
| 年份 | 全票 | 學生票 | 優惠票 | 備註       | 來源   |
| ---- | ---- | ------ | ------ | ---------- | ------ |
| 2012 | 120  | 100    | 70     | -          | [ 20 ] |
| 2018 | 130  | 110    | 80     | 會員卡可借 | [ 21 ] |
| 2021 | 140  | 110    | 90     | -          | [ 19 ] |

## 經營權之爭
媒體披露，創辦人曾清水與妻曾詹娥創辦十全電影院，長女曾正好與次女曾鳳嬌早年都在影城幫忙，曾正好更在創辦不久被任命為總經理致力推廣藝文活動。曾清水有意將影城交給曾正好管理20年。然而，曾清水於2007年11月過世後，影城的經營權陷入遺產之爭。時任總經理曾正好主張母親曾詹娥擁有包括影城在內的全部繼承權。但後來發生偽造印章事件，導致曾正好拋棄繼承，高雄地方法院便將影城在內的遺產判給曾清水的三個兒子，曾正好從此卸任總經理一職。直到2020年後官司仍在纏訟。

## 外部連結
- 十全數位3D影城（页面存档备份，存于）